# Trastorno del sonido del habla
Un trastorno del sonido del habla (TSH) es una alteración del habla en la que algunos sonidos (fonemas) no se producen o utilizan correctamente. Para describir el habla infantil, en ocasiones se prefiere emplear el término «desarrollo fonológico prolongado» con el fin de hacer hincapié en el desarrollo continuo al tiempo que se reconoce el retraso.

## Clasificación
Los trastornos del sonido del habla pueden subdividirse en dos tipos principales: trastornos de la articulación (también llamados trastornos fonéticos) y trastornos fonémicos (también llamados trastornos fonológicos). Sin embargo, algunos pueden tener un trastorno mixto en el que existen tanto problemas de articulación como fonológicos. Aunque los trastornos del sonido del habla se asocian a la infancia, algunos errores residuales pueden persistir en la edad adulta.

### Trastornos de articulación
Los trastornos de articulación (también llamados trastornos de producción fonética) se basan en la dificultad para aprender a reproducir físicamente los fonemas deseados. Estos trastornos tienen que ver con los principales articuladores, que son los labios, los dientes, el reborde alveolar, el paladar duro, el velo del paladar, la glotis y la lengua. Si el trastorno tiene relación con alguno de estos articuladores, entonces se trata de un trastorno de articulación. Normalmente, se producen menos errores que con un trastorno fonémico y es más probable que se produzcan distorsiones (aunque también puede haber omisiones, adiciones y sustituciones). A menudo, suelen tratarse enseñando al infante a emitir físicamente el sonido y haciendo que practique su emisión hasta que (con suerte) se convierta en algo natural. Los trastornos de la articulación no deben confundirse con los trastornos motores del habla, como la disartria (en la que existe una parálisis real de la musculatura del habla) o la dispraxia verbal del desarrollo (en la que la planificación motora está gravemente alterada).

#### Rotacismo y lambdacismo
El rotacismo es la dificultad para emitir sonidos «r» en la pronunciación estándar de la lengua correspondiente. En checo existe un tipo específico de rotacismo, denominado rotacismus bohemicus, que consiste en la incapacidad para pronunciar el sonido específico ⟨ř⟩ /r̝/. El lambdacismo (de la letra griega λ) es la dificultad para pronunciar los sonidos «l».

### Trastornos fonémicos
En un trastorno fonémico (también llamado trastorno fonológico) el infante tiene problemas para aprender el sistema de sonidos del lenguaje y no reconoce qué contrastes sonoros también contrastan el significado. Por ejemplo, es posible que no se reconozca que los sonidos /k/ y /t/ tienen significados diferentes, por lo que «casa» y «tasa» podrían tratarse como homófonos, pronunciándose ambos como «tasa». Esto se llama colapso fonémico y, en algunos casos, muchos sonidos pueden representarse con uno solo; por ejemplo, /d/ puede sustituir a /t/, /k/ y /g/.  Como resultado, el número de sonidos incorrectos suele ser mayor (aunque no siempre) que en los trastornos de articulación, y las sustituciones suelen ser el error más común. Los trastornos fonémicos se tratan a menudo utilizando pares mínimos (dos palabras que difieren en un solo sonido) para llamar la atención del infante sobre la diferencia y su efecto en la comunicación.
Algunos infantes con trastornos fonémicos pueden parecer capaces de oír distinciones de fonemas en el habla de otros, pero no en la de sí mismos. Se denomina fenómeno fis y se basa en una situación en la que un logopeda dice: «Dijiste «apato» y querías decir «zapato»? Y el infante responde: No, no dije «apato», dije «zapato». En algunos casos, los sonidos producidos por el infante son en realidad acústicamente diferentes, pero no lo suficiente como para que otros los distingan, porque esos sonidos no son fonémicamente exclusivos de los hablantes de la lengua.
Aunque los trastornos fonémicos suelen considerarse trastornos del lenguaje en el sentido de que es el sistema lingüístico el que se ve afectado, también son trastornos de los sonidos del habla en el sentido de que los errores están relacionados con el uso de los fonemas. Por ello, se diferencian de las alteraciones específica del lenguaje, que son principalmente trastornos de la sintaxis (gramática) y del uso del lenguaje, más que del sistema de sonidos. Sin embargo, ambos pueden coexistir y afectar a la misma persona.
Otros trastornos pueden referirse a distintas formas de pronunciación de las consonantes.  Algunos ejemplos son las deslizantes y las líquidas.  Los deslizamientos se producen cuando la postura articulatoria cambia gradualmente de consonante a vocal. Las líquidas pueden ser /l/ y /ɹ/.

### Trastornos mixtos de los sonidos del habla
Puede darse el caso de que en una misma persona coexistan errores fonéticos y fonémicos. En tales casos, el objetivo principal suele ser el componente fonológico, pero puede ser necesaria una terapia de articulación como parte del proceso, ya que enseñar a un infante a utilizar un sonido no es práctico si el infante no sabe cómo producirlo.

### Errores residuales
Aunque la mayoría de trastornos de los sonidos del habla pueden tratarse con éxito en la infancia, y algunos incluso pueden superarse por sí solos, a veces los errores pueden persistir en la edad adulta en lugar de ser únicamente inadecuados para la edad. Estos errores persistentes se denominan «errores residuales» y pueden permanecer de por vida.

## Presentación
Los errores producidos por los infantes con trastornos de los sonidos del habla suelen clasificarse en cuatro categorías:
- Omisiones: No se producen ciertos sonidos, incluso pueden suprimirse sílabas enteras o clases de sonidos; por ejemplo, «apato» en lugar de «zapato» o «fante» en lugar de «elefante».
- Adiciones (o epéntesis/comisiones): se añade un sonido o sonidos adicionales a la palabra deseada; por ejemplo, «balanco» en lugar de «blanco».
- Distorsiones: Los sonidos se modifican ligeramente para que el sonido deseado se reconozca, pero suene «mal» o no se parezca a ningún sonido de la lengua.
- Sustituciones: Uno o más sonidos se sustituyen por otros; por ejemplo, «rata» en lugar de «lata», o «jueba» en lugar de «juega».

En ocasiones, incluso para los expertos, no es obvio saber exactamente qué sonido se ha pronunciado: un espectador casual puede confundir algunas formas distorsionadas de /ɹ/ con /w/, pero en realidad puede que no se trate de ninguno de los dos sonidos, sino de algo intermedio. Asimismo, los infantes con trastornos graves de los sonidos del habla pueden ser difíciles de entender, por lo que es complicado saber qué palabra era la que se pretendía pronunciar y, por tanto, qué es lo que está realmente mal en ella. Algunos términos pueden utilizarse para describir más de una de las categorías anteriores, como el ceceo, que a menudo es la sustitución de /s/ por /θ/ (una sustitución), pero puede ser una distorsión, produciendo /s/ justo detrás de los dientes, lo que da lugar a un sonido intermedio entre /s/ y /θ/.
Existen tres niveles diferentes de clasificación a la hora de determinar la magnitud y el tipo de error que se produce:
1. Sonidos que el paciente puede producir
  1. A: Fonémico: se puede producir fácilmente; se utiliza de forma significativa y contrastiva.
  2. B: Fonético: producido únicamente a petición del paciente; no se utiliza de forma coherente, significativa o contrastiva; no se utiliza en el habla continua.
2. Sonidos estimulables
  1. A: Fácilmente estimulable.
  2. B: Estimulable tras demostración y palpación (por ejemplo, con un depresor lingual).
3. No se puede producir el sonido
  1. R: No se puede producir voluntariamente.
  2. B: No se ha observado ninguna producción.

Tenga en cuenta que las omisiones no significan que el sonido no pueda producirse, y que algunos sonidos pueden producirse con mayor facilidad o frecuencia cuando aparecen con otros sonidos determinados: alguien puede ser capaz de decir «s» y «t» por separado, pero no «st», o puede ser capaz de producir un sonido al principio de una palabra pero no al final. La magnitud del problema suele variar entre distintos sonidos de un mismo hablante.

## Causas
La mayoría de los trastornos del sonido del habla se producen sin que exista una causa conocida. Es probable que un infante no aprenda a producir sonidos correctamente o que no aprenda las reglas de los sonidos del habla por sí mismo. Estos infantes pueden tener un problema en el desarrollo del habla, lo que no siempre significa que lo vayan a superar por sí solos. Muchos infantes con el tiempo desarrollan los sonidos del habla, pero los que no lo hacen suelen necesitar la ayuda de un logopeda para aprender a pronunciarlos correctamente.
Algunos de los sonidos del habla incorrectos pueden deberse a otros síndromes o trastornos, como por ejemplo:
- Trastornos del desarrollo (por ejemplo, autismo )
- Trastornos genéticos (por ejemplo, síndrome de Down )
- Pérdida auditiva, incluyendo la pérdida auditiva temporal, por ejemplo, por infecciones de oído
- Paladar hendido u otras anomalías físicas de la boca
- Enfermedad
- Trastornos neurológicos (por ejemplo, parálisis cerebral )

## Diagnóstico
En un infante de 2 años, alrededor del 50 % del habla puede ser inteligible. El habla de un infante de 4 años debe ser inteligible de forma general, y un infante de 7 años debe ser capaz de producir claramente la mayoría de las palabras de acuerdo con las normas de la comunidad correspondiente a su edad. La mala articulación de ciertos sonidos difíciles ([ l ], [ ɹ ], [ s ], [ z ], [ θ ], [ ð ], [ t͡ʃ ], [ d͡ʒ ] y [ ʒ ]) puede ser normal hasta los 8 años . Los infantes con trastorno del sonido del habla tienen dificultades de pronunciación inapropiadas para su edad, y las dificultades no se deben a problemas auditivos, deformidades congénitas, trastornos motores o mutismo selectivo.
Los criterios diagnósticos del DSM-5 son los siguientes:
A. Dificultad persistente en la producción de sonidos del habla que interfiere con la inteligibilidad del habla o impide la comunicación verbal de mensajes.
B. La alteración provoca limitaciones en la comunicación efectiva que interfieren con la participación social, el rendimiento académico o el desempeño ocupacional, individualmente o en cualquier combinación.
C. Los síntomas aparecen en las primeras etapas del desarrollo.
D. Las dificultades no son atribuibles a afecciones congénitas o adquiridas, como parálisis cerebral, paladar hendido, sordera o hipoacusia, lesión cerebral traumática u otras afecciones médicas o neurológicas.

## Tratamiento
Para la mayoría de los infantes, el trastorno no dura toda la vida y las dificultades del habla mejoran con el tiempo y el tratamiento logopédico. El pronóstico es más desfavorable para los infantes que padecen un trastorno del lenguaje, puesto que puede ser indicativo de un trastorno del aprendizaje.